# كويزي تحت أبيض
كويزي تحت أبيض (الاسم العلمي: Cantharellus subalbidus) هو نوع من الفطريات يتبع جنس الكويزي من فصيلة الكويزية.